# Кастер, Бернхард
Бернхард Николаус Кастер (нем. Bernhard Nikolaus Kaster; род. 1 ноября 1957, Трир) — немецкий политик, член Христианско-демократического союза. С 2005 года — парламентский управляющий фракции ХДС / ХСС и председатель германо-российской парламентской группы.

## Биография
После окончания средней школы в 1975 году Кастер обучался на государственной службе в административном учреждении Трира в федеральной земле Рейнланд-Пфальц. В 1982 году Кастер окончил Университет прикладных наук в Майене, получив диплом специалиста в административной области. После этого Кастер работал заместителем начальника Управления обороны в Трире. В 1992 году он перешел в Министерство внутренних дел и спорта земли Рейнланд-Пфальц. С 1994 по 1997 год он работал в качестве управляющего директора в Национальной службе здравоохранения.
В 1976 году Кастер вступил в партию ХДС и Молодёжный союз. С 2000 года Кастер был председателем местного союза ХДС в Трире-Саарбурге. В 1990—1997 годах был заместителем председателя ХДС районной ассоциации Трира, 4 мая 2007 года он был избран председателем района. 28 ноября 2009 года он был назначен на эту должность официально.
В 1997—2002 годах Кастер был прямым голосованием избран мэром объединения коммун Трира. В 1989—1997 годах Кастер был членом городского совета Трира.
С 2002 года он является членом немецкого бундестага. В 2002—2005 годах он был членом комитета по бюджету и основным докладчиком от Федеральной канцелярии и пресс-службы Федерального правительства (BPA). С 29 ноября 2005 года он является парламентским управляющим ХДС/ХСС и председателем германо-российской парламентской группы.
В 2002 году Кастер вошел в список депутатов от Рейнланд-Пфальца, в 2005 году получил 43,1 % на первичном голосовании, в 2009 году: 45,7 % и 48,8 % голосов процента в 2013 году, как делегат Бундестага от округа Трир, избранный прямым голосованием.
Кастер является председателем германо-российской парламентской группы бундестага.
Кастер является членом парламентской группы бундестага Германии в Европейском союзе.
Бернхард Кастер женат, имеет двух дочерей.
В 2012 году он был награждён орденом «За заслуги» Мальтийского ордена Pro Мерито Melitensi.